# 戴維斯·湯普森
戴維斯·湯普森（英語：Davis Thompson，1999年6月5日—）是美國的一位職業高爾夫球手，參加PGA巡迴賽。他在2020年和2021年排名世界業餘球手首位。2021年，他成為職業球手。2024年，他在強鹿精英賽奪冠，贏得自己第一個PGA巡迴賽冠軍。 

## 外部連結
- 戴維斯·湯普森在PGA巡迴賽的官方網站
- 戴維斯·湯普森在男子高爾夫世界排名的官方網站